# 合力论
合力论（英語：Synergism）在基督教神学中，也称自他合力论、神人合作论，指通过上帝的恩典和人类自身的行为达到得救的观点。它和《他力论》相对立。
天主教會持《合力論》，認為人還必須善功才能有得救的機會。